# Thomas Marshburn
Thomas Henry Marshburn, detto Tom (Statesville, 29 agosto 1960), è un ex astronauta e medico statunitense.
Ha partecipato a una missione di breve durata STS-127 (2009) e due missioni di lunga durata (Expedition 34/35 e Expedition 66 rispettivamente nel 2012 e 2021-22) a bordo della Stazione spaziale internazionale.

## Carriera medica
Ha conseguito una laurea in Fisica al Davidson College, Carolina del Nord nel 1982, un master in Ingegneria fisica all'Università della Virginia nel 1984, un dottorato in medicina alla Wake Forest University nel 1989 e un master in Scienze mediche al Dipartimento medico dell'Università del Texas (UTMB) nel 1997. A seguito del dottorando ha lavorato nel reparto di medicina d'emergenza dell'Ospedale St. Vincent a Toledo, Ohio, come medico dell'elisoccorso. Nel 1992, dopo tre anni di apprendistato, è stato certificato con la American Board of Emergency Medicine. Negli anni seguenti è stato medico d'emergenza negli ospedali di varie città, tra cui Seattle, Washington, all'UTMB e al Massachusetts General Hospital di Boston, prima di essere accettato alla prima classe del NASA/UTMB Space Medicine Fellowship a Galveston, Texas. Nel 1994 ha iniziato a lavorare al Johnson Space Center della NASA come Medico di volo, assistendo alle Operazioni mediche dello Space Shuttle e come collegamento medico tra il programma spaziale americano e quello russo. Da febbraio 1996 a maggio 1997 è stato Medico di volo per il personale NASA al Centro di addestramento cosmonauti Jurij Gagarin alla Città delle Stelle e poi al Centro di controllo missione a Korolëv, Russia, a supporto delle quattro missioni della NASA sulla Stazione Spaziale Mir.
Nell'anno successivo è stato Co-Capo medico del Programma Spaziale Shuttle/Mir e dal 1998 al 2000 vice Medico di volo per il NeuroLab (STS-90) e Capo Medico di volo per la missione STS-101 a bordo della Stazione spaziale internazionale (ISS). Dopo aver trascorso dieci mesi come Rappresentante NASA nel Harvard/MIT Smart Medical Systems Team del National Space Biomedical Research Institute a Boston ha lavorato come Capo Medico di volo per l'Expedition 7 nel 2003, a supporto delle attività in Russia, Kazakistan e Houston. Fino alla selezione di astronauta, è stato Capo delle Operazioni Mediche della ISS, che includeva lo sviluppo del programma di addestramento biomedico per i Medici di volo e per i Responsabili medici tra gli equipaggi in orbita, e gestire il Health Maintenance System della Stazione.

## Carriera di astronauta
Il 6 maggio 2004 è stato selezionato come Astronauta del Gruppo 19 della NASA, completando l'addestramento di base nel febbraio 2006. L'addestrameno comprendeva lezioni sui sistemi dello Shuttle e sulla Stazione Spaziale Internazionale, addestramento alle attività extraveicolari (EVA) e sulla tuta EMU, addestramento di volo sul T-38 e addestramento alla sopravvivenza in acqua e nella giungla. A settembre 2019 è stato ingegnere di volo 1 dell'equipaggio di riserva della Sojuz MS-15 con il comandante Sergej Ryžikov e Sultan Al Neyadi. Il 31 dicembre 2022 si è ritirato dalla NASA dopo 28 anni di servizio, 18 dei quali come astronauta.

### STS-127
È partito per la sua prima missione il 15 luglio 2009 come Specialista di missione dell'STS-127 per la ISS. L'equipaggio dell'Endeavour ha consegnato il Japanese Experiment Module-Exposed Facility (JEM-EF), una piattaforma esterno su cui riporre gli esperimenti, e la sezione estratta del Experiment Logistics Module – Exposed Section (ELM-ES), completando l'assemblaggio del modulo giapponese JEM (Kibo), durante il quale Marshburn ha svolto tre EVA accumulando quasi 19 ore all'esterno della ISS. Sono stati inoltre consegnati esperimenti scientifici per l'Exposed Facility, componenti di ricambio critici tra cui batterie dell'ISS e trasferiti 11175 kg di hardware e 555 kg di acqua. Mentre lo Shuttle era agganciato alla Stazione, a bordo erano presenti 13 astronauti che rappresentavano tutti e cinque i partner internazionali della ISS: NASA, Roscosmos, ESA, CSA e JAXA.

### Expedition 34/35
La seconda missione ha avuto inizio il 19 dicembre 2012 quando è stato lanciato a bordo della Sojuz TMA-07M con il cosmonauta Roman Romanenko e l'astronauta canadese Chris Hadfield dal Cosmodromo di Bajkonur, Kazakistan. Dopo due giorni di viaggio ha raggiunto la ISS dove ad attenderlo c'erano i restanti membri dell'Expedition 34, il comandante Kevin Ford e i cosmonauti Evgenij Tarelkin e Oleg Novickij. Durante le Expedition 34/35 ha svolto centinaia di esperimenti scientifici, supportato l'aggancio della navicella cargo SpaceX CRS-2 e partecipato ad un'EVA d'emergenza. Quest'ultima è stata svolta da insieme a Christopher Cassidy l'11 maggio 2013, tre giorni prima del ritorno sulla Terra di Marshburn, per ispezionare e sostituire il Pump and Flow Control Subassembly del Segmento P6 che stava perdendo ammoniaca dal 9 maggio precedente. L'ammoniaca viene usata nel Sistema di raffreddamento del Segmento americano della ISS per raffreddare le apparecchiature. È atterrato nelle steppe del Kazakistan, vicino alla città di Zhezkazgan, il 14 maggio 2013 dopo 145 giorni in orbita.

### SpaceX Crew-3
Nel dicembre 2020 venne assegnato ufficialmente alla missione SpaceX Crew-3 sulla Stazione Spaziale Internazionale per l'Expedition 66. Durante la missione assumerà il ruolo di pilota del veicolo spaziale Crew Dragon Endurance. Il lancio è avvenuto l'11 novembre 2021 dal Kennedy Space Center.

## Vita privata
Sposato con Ann Sanders e ha una figlia. Possiede licenze di pilota privato, strumentale, acrobatico e commerciale. Gli piace fare escursioni e scalare le montagne, e nel 1980 ha percorso la Pacific Crest Trail, dal Canada al Messico. Gli piacciono anche le attività familiari, il nuoto, le immersioni subacquee, lo snowboard, la chitarra e la lettura.